# الجبوب (الظهار)

تعديل مصدري - تعديل

الجبوب محلة تابعة لقرية قحزة، التابعة لعزلة انامر بمديرية الظهار إحدى مديريات محافظة إب في الجمهورية اليمنية.، بلغ تعداد سكانها 415 حسب تعداد اليمن لعام 2004.